# Castor (Raketentriebwerk)

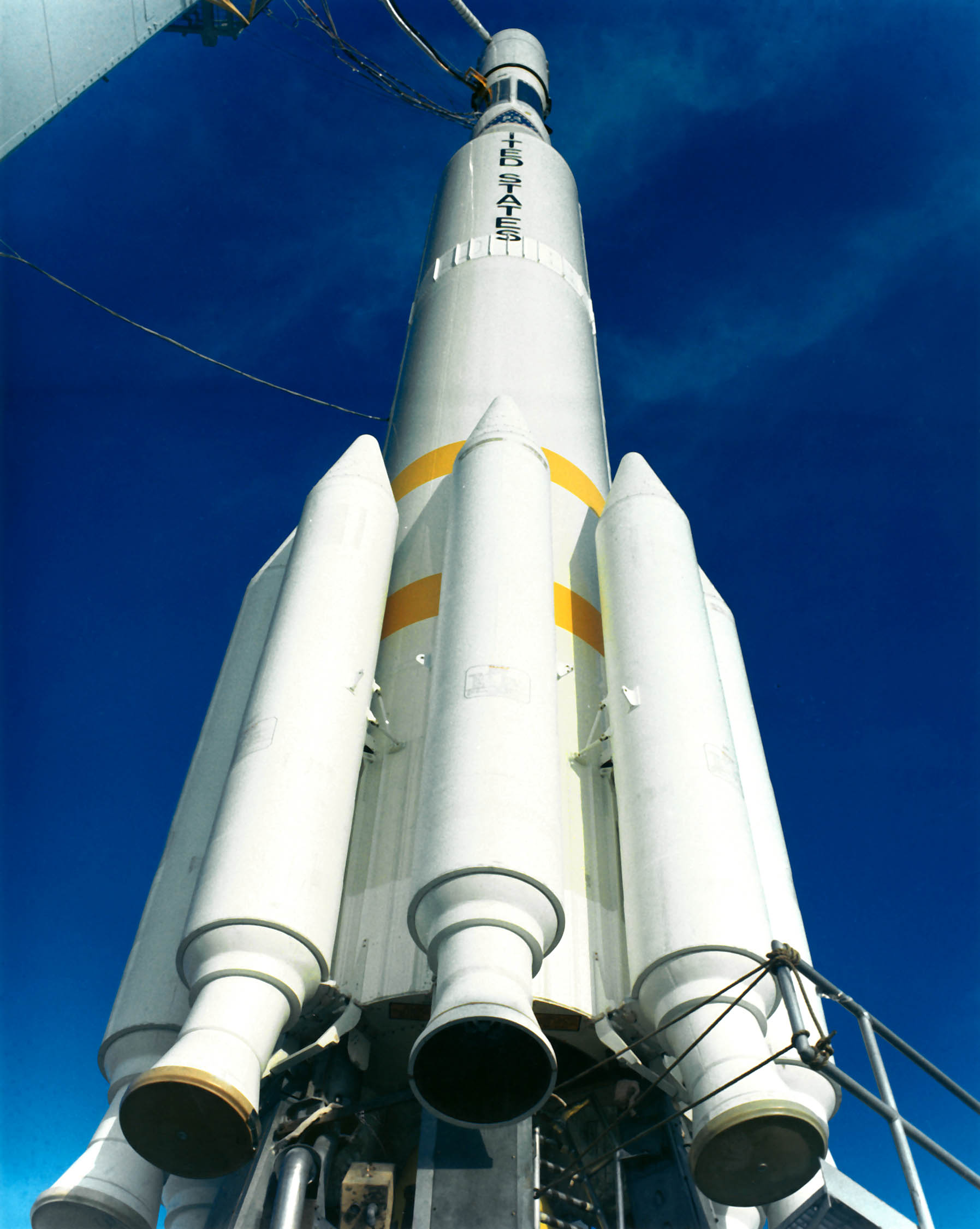
Neun Castor-II-Starthilfsraketen einer Delta-900-Rakete

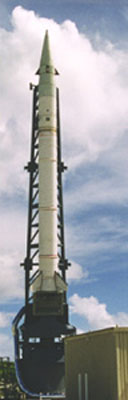
Castor-IVB

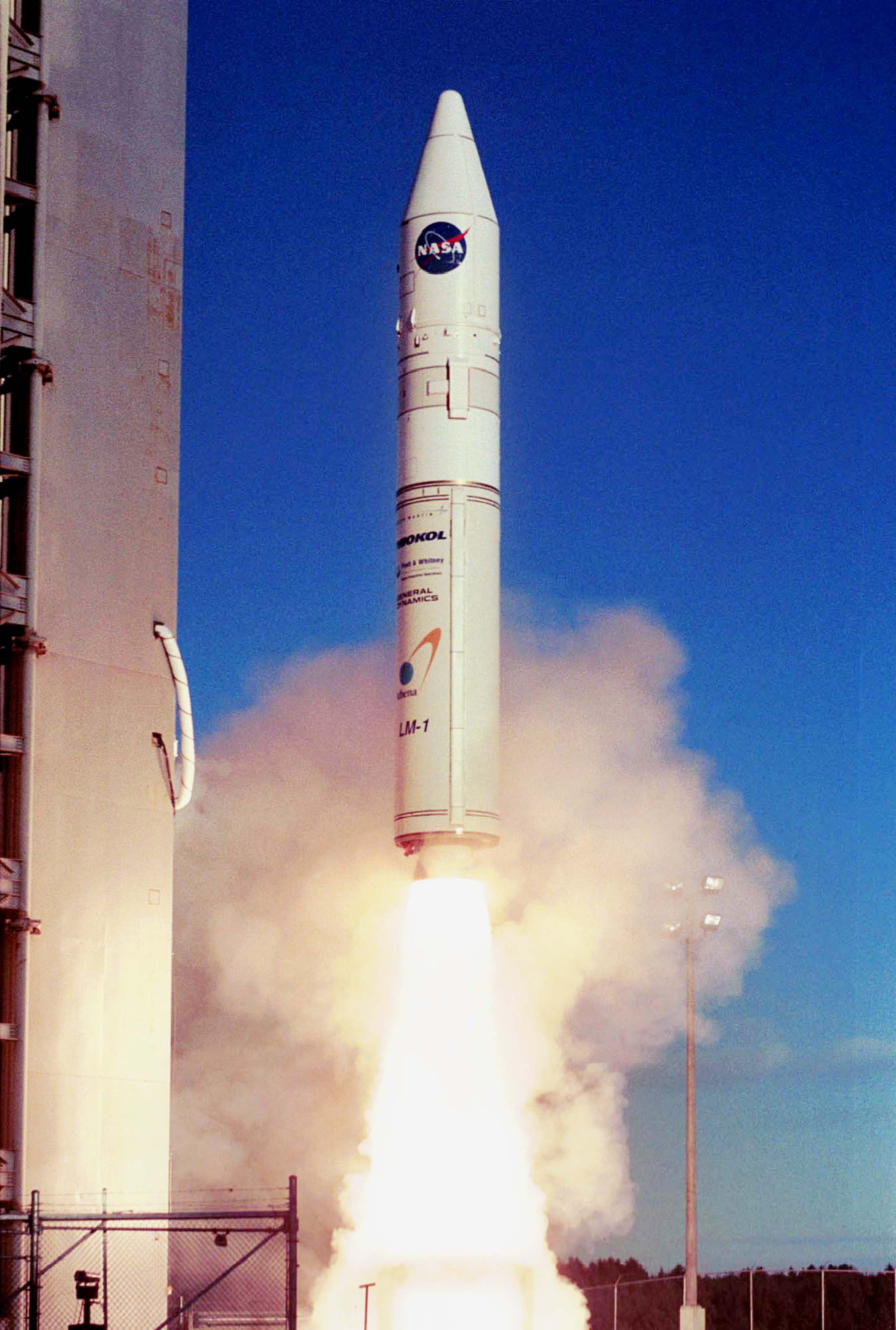
Athena-1 mit Castor 120 als Erststufe

Castor ist die Bezeichnung einer Klasse amerikanischer Feststoffraketenmotoren des US-amerikanischen Herstellers Northrop Grumman Space Systems (vormals Thiokol).

## Entwicklung
Die Entwicklung geht bis ins Jahr 1959 zurück, als preiswerte Raketenstufen für die Scout-Rakete als Zweitstufe bzw. die Little Joe-1 benötigt wurden. Die Rakete basiert auf der militärischen Sergeant-Rakete, aus der die ursprünglichen Versionen Pollux und Castor entwickelt wurden. Das Pollux-Triebwerk wurde nicht weiterentwickelt, während der Castor-Motor als Castor-II eine weitere Leistungssteigerung erfuhr. Die Castor-IV-Variante ist eine Neuentwicklung der 1970er Jahre, die deutlich größer und leistungsfähiger ist als ihre Vorgänger.
Ihren größten Einsatz bekamen diese Feststoffraketen als Booster für die Delta, wo bei fast jedem Start drei bis neun dieser Triebwerke die erste Startphase unterstützten. Auch wurden Castor-Raketen zur Leistungssteigerung der Atlas IIAS sowie als Antrieb für eine Reihe von Höhenforschungsraketen verwendet. Außerdem fanden sie siebenfach gebündelt bei der Conestoga-Rakete Verwendung.
Wichtige Entwicklungsphasen waren:
- Pollux
- Castor I: Einsatz 1960–1972 ca. 365 Stück
- Castor II: Einsatz 1960–1994 ca. 1045 Stück; Lizenzfertigung auch in Japan für H-I
- Castor IV: (Versionen A ohne Steuerung, B mit Schubvektorsteuerung)
- Castor IVA-XL: (verlängerte IVA mit ca. 30 % mehr Schub)

## Typen
Konkrete Leistungsdaten werden von verschiedenen Quellen mit leichten Unterschieden dargestellt (z. B. auf Grund anderer Umrechnungen usw.)
|                      | Castor I | Castor II | Castor IIA | Castor IV | Castor IVA | Castor IVA XL |
| Triebwerk            | TX-33-52 | TX-354-5  | TX-354-3   | TX-526    | TX-780     | TX-780        |
| Schub (kN) im Vakuum | 240      | 269       | 400        | 424       | 507        | 595           |
| Brennzeit (s)        | 27       | 37        | 40         | 56        | 52         | 58            |
| Stufenlänge (m)      | 7,32     | 7,67      | 6,31       | 10,50     | 13,50      | 13,25         |

Castor IVA wurden erstmals 1989 bei einer Delta-Rakete und seit dem 15. Dezember 1993 als Booster einer Atlas IIAS eingesetzt. Unterschiedliche Verkleidungen und Düsenformen dienen der Anpassung an den jeweiligen Einsatz als Booster oder Stufe.

## Castor 120
Die wesentlich größere Version Castor 120, die als Erststufe der Athena-Rakete am 22. August 1997 erstmals gestartet wurde, ist entwicklungstechnisch nicht mit den älteren Castor-Raketenmotoren verwandt, sondern basiert auf der ersten Stufe der Peacekeeper-Interkontinentalrakete. Der Castor-120-Raketenmotor dient auch als Erststufe der Minotaur-C-Rakete.

## Castor 30
Der Castor-30-Booster ist ein stark verkürzter Castor-120-Booster. Die Zahl 30 steht für 30.000 Pfund Treibstoff. Castor 30 findet als zweite Stufe in der Antares-Rakete Verwendung.
Der Castor-30-Booster findet auch als zweite Stufe der Athena 1c und als dritte Stufe der Athena 2c Verwendung.
Am 9. Dezember 2009 erfolgte zum ersten Mal ein statischer Brennversuch mit einem Castor-30-Booster.